# Superbike-Weltmeisterschaft 1992
Die Superbike-WM-Saison 1992 war die fünfte in der Geschichte der FIM-Superbike-Weltmeisterschaft. Bei 13 Veranstaltungen wurden 26 Rennen ausgetragen.

## Punkteverteilung
| Punktewertung | Punktewertung | Punktewertung | Punktewertung | Punktewertung | Punktewertung | Punktewertung | Punktewertung | Punktewertung | Punktewertung | Punktewertung | Punktewertung | Punktewertung | Punktewertung | Punktewertung | Punktewertung |
| ------------- | ------------- | ------------- | ------------- | ------------- | ------------- | ------------- | ------------- | ------------- | ------------- | ------------- | ------------- | ------------- | ------------- | ------------- | ------------- |
| Platz         | 1             | 2             | 3             | 4             | 5             | 6             | 7             | 8             | 9             | 10            | 11            | 12            | 13            | 14            | 15            |
| Punkte        | 20            | 17            | 15            | 13            | 11            | 10            | 9             | 8             | 7             | 6             | 5             | 4             | 3             | 2             | 1             |

In die Wertung kamen alle erzielten Resultate.

## Wissenswertes
- Den WM-Titel sicherte sich zum zweiten Mal nach 1991 der US-Amerikaner Doug Polen auf Ducati.
- Bei neun in Europa ausgetragenen Läufen wurde gleichzeitig die Superbike-Europameisterschaft ausgefahren. Die in die EM eingeschriebenen Fahrer erhielten, neben den WM-Punkten, auch Zähler für die EM. Europameister wurde der Spanier Daniel Amatriaín auf Ducati vor Piergiorgio Bontempi und Christer Lindholm.
- Der Deutsche Klaus Liegibel kam am 15. August 1992 beim Volksfest-Rennen in St. Wendel ums Leben.

## Rennergebnisse
|    | Datum  | Rennen         | Strecke           | Pole-Position     | Lauf | Platz 1           | Platz 2           | Platz 3              | Schn. Rennrunde   |
| -- | ------ | -------------- | ----------------- | ----------------- | ---- | ----------------- | ----------------- | -------------------- | ----------------- |
| 1  | 05.04. | Spanien        | Albacete          | Giancarlo Falappa | 1    | Aaron Slight      | Doug Polen        | Fabrizio Pirovano    | Aaron Slight      |
| 1  | 05.04. | Spanien        | Albacete          | Giancarlo Falappa | 2    | Raymond Roche     | Rob Phillis       | Daniel Amatriaín     | Daniel Amatriaín  |
| 2  | 20.04. | Großbritannien | Donington         | Carl Fogarty      | 1    | Raymond Roche     | Fabrizio Pirovano | Scott Russell        | Carl Fogarty      |
| 2  | 20.04. | Großbritannien | Donington         | Carl Fogarty      | 2    | Carl Fogarty      | Raymond Roche     | Scott Russell        | Carl Fogarty      |
| 3  | 10.05. | Deutschland    | Hockenheim        | Doug Polen        | 1    | Doug Polen        | Rob Phillis       | Aaron Slight         | Fabrizio Pirovano |
| 3  | 10.05. | Deutschland    | Hockenheim        | Doug Polen        | 2    | Doug Polen        | Rob Phillis       | Giancarlo Falappa    | Rob Phillis       |
| 4  | 24.05. | Belgien        | Spa-Francorchamps | Giancarlo Falappa | 1    | Rob Phillis       | Stéphane Mertens  | Scott Russell        | Doug Polen        |
| 4  | 24.05. | Belgien        | Spa-Francorchamps | Giancarlo Falappa | 2    | Doug Polen        | Giancarlo Falappa | Fabrizio Pirovano    | Doug Polen        |
| 5  | 21.06. | Andorra        | Jarama            | Doug Polen        | 1    | Rob Phillis       | Raymond Roche     | Giancarlo Falappa    | Fabrizio Pirovano |
| 5  | 21.06. | Andorra        | Jarama            | Doug Polen        | 2    | Doug Polen        | Rob Phillis       | Fabrizio Pirovano    | Doug Polen        |
| 6  | 28.06. | Österreich     | Österreichring    | Raymond Roche     | 1    | Giancarlo Falappa | Rob Phillis       | Doug Polen           | Giancarlo Falappa |
| 6  | 28.06. | Österreich     | Österreichring    | Raymond Roche     | 2    | Giancarlo Falappa | Stéphane Mertens  | Raymond Roche        | Rob Phillis       |
| 7  | 19.07. | Italien        | Mugello           | Raymond Roche     | 1    | Raymond Roche     | Doug Polen        | Giancarlo Falappa    | Raymond Roche     |
| 7  | 19.07. | Italien        | Mugello           | Raymond Roche     | 2    | Raymond Roche     | Giancarlo Falappa | Doug Polen           | Raymond Roche     |
| 8  | 23.08. | Malaysia       | Johor             | Giancarlo Falappa | 1    | Raymond Roche     | Fabrizio Pirovano | Rob Phillis          | Jordan Trevor     |
| 8  | 23.08. | Malaysia       | Johor             | Giancarlo Falappa | 2    | Doug Polen        | Raymond Roche     | Aaron Slight         | Raymond Roche     |
| 9  | 30.08. | Japan          | Sugo              | Doug Polen        | 1    | Doug Polen        | Kevin Magee       | Fabrizio Pirovano    | Fabrizio Pirovano |
| 9  | 30.08. | Japan          | Sugo              | Doug Polen        | 2    | Doug Polen        | Kevin Magee       | Fabrizio Pirovano    | Kevin Magee       |
| 10 | 13.09. | Niederlande    | Assen             | Doug Polen        | 1    | Doug Polen        | Stéphane Mertens  | Raymond Roche        | Raymond Roche     |
| 10 | 13.09. | Niederlande    | Assen             | Doug Polen        | 2    | Giancarlo Falappa | Carl Fogarty      | Raymond Roche        | Raymond Roche     |
| 11 | 29.09. | Italien        | Monza             | Doug Polen        | 1    | Fabrizio Pirovano | Stéphane Mertens  | Rob Phillis          | Fabrizio Pirovano |
| 11 | 29.09. | Italien        | Monza             | Doug Polen        | 2    | Fabrizio Pirovano | Raymond Roche     | Piergiorgio Bontempi | Fabrizio Pirovano |
| 12 | 18.10. | Australien     | Phillip Island    | Doug Polen        | 1    | Kevin Magee       | Doug Polen        | Stéphane Mertens     | Aaron Slight      |
| 12 | 18.10. | Australien     | Phillip Island    | Doug Polen        | 2    | Raymond Roche     | Kevin Magee       | Aaron Slight         | Aaron Slight      |
| 13 | 25.10. | Neuseeland     | Manfeild          | Giancarlo Falappa | 1    | Doug Polen        | Aaron Slight      | Raymond Roche        | Aaron Slight      |
| 13 | 25.10. | Neuseeland     | Manfeild          | Giancarlo Falappa | 2    | Giancarlo Falappa | Doug Polen        | Aaron Slight         | Doug Polen        |

## Fahrerwertung
| 1  | Doug Polen           | Ducati   | Team Police Ducati              | 371 |
| 2  | Raymond Roche        | Ducati   | Team Police Ducati              | 336 |
| 3  | Rob Phillis          | Kawasaki | Team Moving Kawasaki            | 288 |
| 4  | Giancarlo Falappa    | Ducati   | Team Police Ducati              | 279 |
| 5  | Fabrizio Pirovano    | Yamaha   | BYRD Deimme Racing Team         | 278 |
| 6  | Aaron Slight         | Kawasaki | Team Moving Kawasaki            | 249 |
| 7  | Stéphane Mertens     | Ducati   | Total - Wanty - Mertens Racing  | 182 |
| 8  | Daniel Amatriaín     | Ducati   | Team Marlboro Ducati            | 156 |
| 9  | Carl Fogarty         | Ducati   | Moto Cinelli                    | 134 |
| 10 | Piergiorgio Bontempi | Kawasaki | Bertocchi Kawasaki              | 125 |
| 11 | Scott Russell        | Kawasaki | Muzzy Kawasaki                  | 83  |
| 12 | Kevin Magee          | Yamaha   | Peter Jackson Racing            | 71  |
| 13 | Fred Merkel          | Yamaha   | BYRD Yamaha                     | 65  |
| 14 | Christer Lindholm    | Yamaha   | Team Yamaha Sweden              | 50  |
| 15 | Adrien Morillas      | Yamaha   | Yamaha Motor France             | 46  |
| 16 | Davide Tardozzi      | Ducati   | Grottini Divisione Corse        | 44  |
| 17 | Baldassarre Monti    | Honda    | Team Rumi                       | 41  |
| 18 | Virginio Ferrari     | Ducati   | Grottini Divisione Corse        | 35  |
| 19 | Andreas Hofmann      | Kawasaki | Kawasaki Germany                | 31  |
|    | Jeffrey de Vries     | Yamaha   | Yamaha Team Henk de Vries       | 31  |
| 21 | Jehan d’Orgeix       | Kawasaki | Team Kawasaki France            | 28  |
| 22 | John Reynolds        | Kawasaki | Team Green Kawasaki UK          | 26  |
| 23 | Fabrizio Furlan      | Ducati   | Team Mauri                      | 25  |
| 24 | Shōichi Tsukamoto    | Kawasaki | Team Kawasaki                   | 24  |
| 25 | Scott Doohan         | Yamaha   | Peter Jackson Racing - Marlboro | 22  |
|    | Richard Arnaiz       | Honda    | Team Rumi                       | 22  |
| 27 | Mat Mladin           | Kawasaki | Team Kawasaki Australia         | 21  |
|    | Hervé Moineau        | Suzuki   | Suzuki France                   | 21  |
| 29 | Jari Suhonen         | Yamaha   | Lassaks Yamaha                  | 19  |
| 30 | Keiichi Kitagawa     | Kawasaki | Team Kawasaki                   | 18  |

| 31 | Jean-Yves Mounier   | Yamaha   | 17 |
| 32 | Roger Kellenberger  | Yamaha   | 15 |
| 33 | Terry Rymer         | Kawasaki | 14 |
|    | Troy Corser         | Yamaha   | 14 |
| 35 | Christopher Haldane | Yamaha   | 13 |
|    | Andreas Meklau      | Ducati   | 13 |
|    | Michael O’Connor    | Honda    | 13 |
|    | Takahiro Sohwa      | Kawasaki | 13 |
| 39 | Simon Crafar        | Honda    | 12 |
| 40 | Valerio Destefanis  | Ducati   | 11 |
|    | Mauro Lucchiari     | Yamaha   | 11 |
| 42 | Trevor Jordan       | Kawasaki | 9  |
|    | Tony Rees           | Yamaha   | 9  |
| 44 | Juan López Mella    | Honda    | 8  |
| 45 | Martin Craggill     | Kawasaki | 8  |
| 46 | Malcolm Campbell    | Honda    | 7  |
|    | Ray Stringer        | Kawasaki | 7  |
|    | Jamie Whitham       | Kawasaki | 7  |
| 49 | Russel Josiah       | Kawasaki | 6  |
|    | Paul McQuilkin      | Suzuki   | 6  |
|    | Andrew Stroud       | Kawasaki | 6  |
| 52 | Ernst Gschwender    | Kawasaki | 5  |
|    | Mile Pajic          | Kawasaki | 5  |
| 54 | Gastone Grassetti   | Ducati   | 4  |
|    | Steve Hislop        | Kawasaki | 4  |
|    | Patrick Igoa        | Suzuki   | 4  |
|    | Shin’ichiro Imai    | Kawasaki | 4  |
|    | Klaus Liegibel (†)  | Yamaha   | 4  |
|    | Udo Mark            | Yamaha   | 4  |
|    | Rob McElnea         | Yamaha   | 4  |

|    | Johnny Verwijst  | Kawasaki | 4 |
|    | Edwin Weibel     | Ducati   | 4 |
| 63 | Massimo Broccoli | Kawasaki | 3 |
|    | Karl Truchsess   | Kawasaki | 3 |
| 65 | Scott Buckley    | Yamaha   | 2 |
|    | Mike King        | Ducati   | 2 |
|    | Wataru Yoshikawa | Yamaha   | 2 |
| 68 | Michel Amalric   | Yamaha   | 1 |
|    | Florian Ferracci | Ducati   | 1 |
|    | Peter Guest      | Yamaha   | 1 |
|    | Kirk McCarthy    | Kawasaki | 1 |
|    | Antonio Moreno   | Yamaha   | 1 |
|    | Vittorio Scatola | Kawasaki | 1 |
|    | Sven Seidel      | Suzuki   | 1 |
|    | Tetsuya Shirai   | Honda    | 1 |

## Konstrukteurswertung
| 1 | Ducati   | 502 |
| 2 | Kawasaki | 385 |
| 3 | Yamaha   | 335 |
| 4 | Honda    | 80  |
| 5 | Suzuki   | 40  |